# 李兆亭
李兆亭（1922年—），男，浙江鄞县人，中国普通外科专家，曾任山东医科大学教授、博士生导师。